# 福格尔格林
福格尔格林（法語：Vogelgrun，法語發音：[fogəlgʁyn] ⓘ）是法国大東部大區上莱茵省的一个市镇，属于科尔马-里博维莱区。

## 地理
福格尔格林（48°0'45"N, 7°34'16"E）面积5.03 平方千米，位于法国大東部大區上莱茵省，该省份为法国东部内陆省份，是阿尔萨斯的一部分，今与下莱茵省组成了阿尔萨斯欧洲集体，其北临下莱茵省，西接孚日省，西南接贝尔福地区省，东侧沿莱茵河与德国相望，南与瑞士接壤。
与福格尔格林接壤的市镇（或旧市镇、城区）包括：阿尔戈尔赛姆、热斯瓦塞、福尔格尔赛姆、比赛姆、奥贝尔萨阿桑。
福格尔格林的时区为UTC+01:00、UTC+02:00（夏令时）。

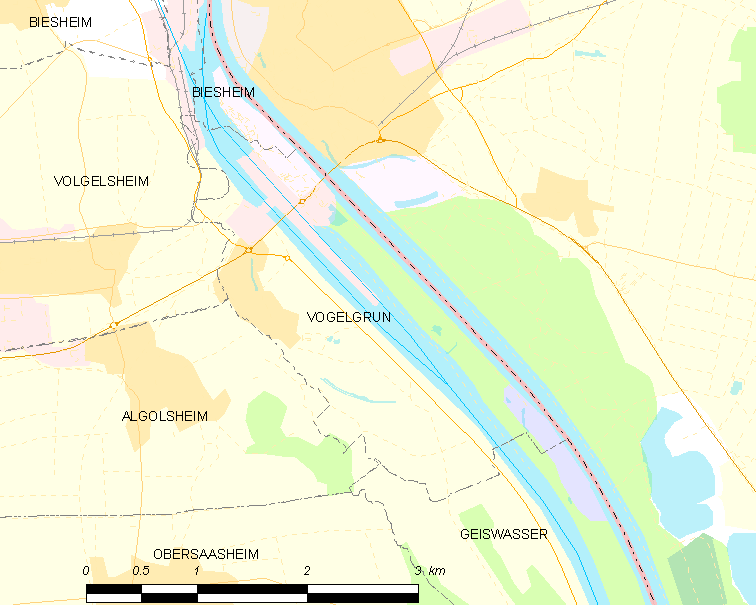
福格尔格林的OSM定位图

## 行政
福格尔格林的邮政编码为68600，INSEE市镇编码为68351。

## 政治
福格尔格林所属的省级选区为恩西赛姆县。

## 人口

1962-2008年间福格尔格林人口变化图示

福格尔格林于2022年1月1日时的人口数量为630人。